# 羅森 (明尼蘇達州)
羅森（英語：Rosen）是位於美國明尼蘇達州拉基帕爾縣耶洛班克鎮區的一個非建制地區。

## 地理
羅森所處的海拔為高於海平面331米（即1086英呎），而該地所採用的時區為UTC-6，即北美中部時區（CST）。同時該地設有夏令時間，為UTC-6調快一小時，即UTC-5（CDT）。